# Rebecca Breeds
Rebecca Elizabeth Breeds (née le 17 juin 1987) est une actrice australienne.

## Biographie
Elle est née à Sydney, Australie. Elle a fait ses études à St Andrew's Cathedral. Puis elle a étudié à l'Université de Nouvelle-Galles du Sud.

### Vie privée
Depuis 2009, elle est en couple avec Luke Mitchell, rencontré sur le tournage de Summer Bay. Ils se fiancent en mai 2012 et se marient en janvier 2013,,.

## Carrière
Elle commence sa carrière à la télévision en 2006 dans Blue Water High : Surf Academy, jusqu'en 2008. Cette même année, elle joue au cinéma pour la première fois dans Newcastle, puis elle obtient un rôle dans le soap opéra australien Summer Bay, où elle reste jusqu'en 2012.
En 2013, elle tourne dans le film Bhaag Milkha Bhaag de Rakeysh Omprakash Mehra et dans la série We Are Men.
En 2015, elle décroche un rôle durant plusieurs épisodes de The Originals, ainsi qu'un rôle récurrent dans Pretty Little Liars.
En 2017, elle joue au cinéma dans Three Summers de Ben Elton et un épisode de The Brave.
En 2019, elle tourne dans quelques épisodes de The Code. Elle présente ensuite le film de Partho Sen-Gupta : Slam lors Festival du film de Sydney. Elle y incarne la femme du personnage interprété par Adam Bakri. Le film sort en France en 2021.
En 2021, elle reprend le rôle de Clarice Starling, dans la série basée sur le roman Le Silence des agneaux de l'écrivain américain Thomas Harris, intitulée Clarice. Diffusée sur CBS, la série explore la vie de Clarice après les événements du roman.

## Filmographie

### Cinéma

#### Longs métrages
- 2008 : Newcastle de Dan Castle : Leah Pointin
- 2013 : Bhaag Milkha Bhaag de Rakeysh Omprakash Mehra : Stella
- 2017 : Three Summers de Ben Elton : Keevey
- 2021 : Slam de Partho Sen-Gupta : Sally McLeary-Nasser

#### Courts métrages
- 2011 : Scent de Kain O'Keeffe : Emma
- 2017 : Threesome de Matt Ratner : Olivia
- 2021 : Air d'Elizabeth Henstridge : Ally

### Télévision

#### Séries télévisées
- 2006 - 2008 : Blue Water High : Surf Academy (Blue Water High) : Cassie Cometti / Tina
- 2008 - 2012 : Summer Bay (Home and Away) : Ruby Buckton
- 2013 : We Are Men : Abby Russo
- 2015 - 2016 : The Originals : Aurora de Martel (saison 3, rôle récurrent)
- 2016 : Molly : Camille
- 2015 - 2017 : Pretty Little Liars : Nicole Gordon
- 2016 : Notorious : Avery Whitsell
- 2017 : The Brave : Megan James
- 2019 : The Code : Agent Scout Manion
- 2021 : Clarice : Clarice Starling (rôle principal)
- 2021-2022: Legacies : Aurora De Martel (saison 4, rôle récurrent)